# アナスタシア・ロディオノワ
アナスタシア・ロディオノワ（Anastasia Rodionova, ロシア語: Анастасия Ивановна Родионова, 1982年5月12日 - ）は、オーストラリアの女子プロテニス選手。ロシア・タンボフ州タンボフ市出身で、2009年12月にオーストラリア国籍を取得し、現在はメルボルン在住。2003年のウィンブルドン混合ダブルスで、イスラエルのアンディ・ラムとペアを組んで準優勝した。WTAツアーでシングルスの優勝はないが、ダブルスで11勝を挙げている。身長167cm、体重59kg。右利き、バックハンド・ストロークは両手打ち。自己最高ランキングはシングルス62位、ダブルス15位。妹のアリーナ・ロディオノワもテニス選手。

## 来歴
ロディオノワは1997年に15歳でプロ入りしたが、女子テニスツアーの下部組織の大会で長い下積み生活を送った。4大大会初挑戦は2001年ウィンブルドンであったが、長い間予選敗退の壁にぶつかっていた。（予選会は、3試合を勝ち抜かないと本戦出場権を得られない。）ようやく2003年ウィンブルドンで宿願の本戦初出場を果たし、シングルスは1回戦でビルジニ・ラザノ（フランス）に敗れたが、アンディ・ラムと組んだ混合ダブルスで決勝に勝ち進む。この大舞台で、2人はリーンダー・パエス（インド）&マルチナ・ナブラチロワ（アメリカ）組と対戦した。ロディオノワとラムは、パエスとナブラチロワに 3-6, 3-6 のストレートで敗れ、当時46歳だった大ベテランのナブラチロワは、1995年以来8年ぶり4度目の混合ダブルス優勝により、ウィンブルドン選手権総計「20勝」の歴代1位タイ記録を樹立した。

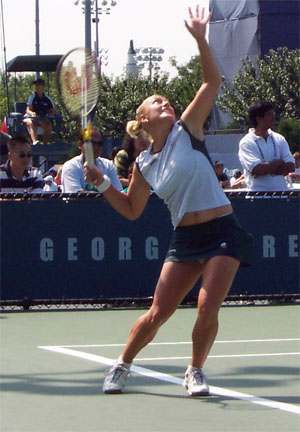
2004年全米オープンにて

この経験の後、ロディオノワは再び4大大会で予選会の厚い壁に悩んだ。2005年11月、ロディオノワはカナダ・ケベックシティ大会のダブルスで同じロシアのエレーナ・ベスニナとペアを組み、ようやく女子ツアー大会でダブルス初優勝を果たした。2006年全仏オープンからは、4大大会シングルスにも連続出場できる力をつけ、同年の全米オープンで初の3回戦に進出する。この3回戦で、ロディオノワは2004年全米オープン優勝者のスベトラーナ・クズネツォワに 3-6, 0-6 で敗れた。2007年5月、彼女はポルトガル・エストリル大会で1年半ぶりの女子ツアー大会ダブルス2勝目を果たした。
2009年は全米オープンで3年ぶり2度目の3回戦進出があり、カテリナ・ボンダレンコ（ウクライナ）に 6-7(4-7), 4-6 のストレートで敗れた。同年12月10日、ロディオノワはオーストラリア市民権の取得を認められた。2010年以後は、オーストラリア国籍の選手としてトーナメントに出場している。
2010年はオランダ・スヘルトーヘンボス大会のダブルスで3勝目を挙げ、全米オープンの女子ダブルスでカーラ・ブラックと組んでベスト4に進出している。2010年コモンウェルスゲームズにオーストラリア代表として出場し、シングルスと女子ダブルスで金メダル、混合ダブルスで銀メダルを獲得した。
2011年は全豪オープン、全仏オープン、ウィンブルドンのダブルスでベスト8に進出した。全豪はカーラ・ブラック、全仏とウィンブルドンはナディア・ペトロワと組んだ。
2012年のロンドン五輪でオリンピックに初出場した。ヤルミラ・ガイドソバと組んでダブルスに出場し、1回戦でロシアのエカテリーナ・マカロワ&エレーナ・ベスニナ組に 1-6, 4-6 で敗れた。

## WTAツアー決勝進出結果

### ダブルス: 24回 (11勝13敗)
| 大会グレード          | 大会グレード                 |
| 2008年以前            | 2009年以後                   |
| --------------------- | ---------------------------- |
| グランドスラム (0–0)  |                              |
| WTAファイナルズ (0–0) |                              |
| ティア I (0–0)        | プレミア・マンダトリー (0-0) |
| ティア I (0–0)        | プレミア5 (0-0)              |
| ティア II (0–0)       | プレミア (3-3)               |
| ティア III (1-2)      | インターナショナル (6-5)     |
| ティア IV ＆ V (1-3)  | インターナショナル (6-5)     |

| 結果   | No. | 決勝日         | 大会               | サーフェス    | パートナー                     | 対戦相手                                              | スコア              |
| ------ | --- | -------------- | ------------------ | ------------- | ------------------------------ | ----------------------------------------------------- | ------------------- |
| 準優勝 | 1.  | 2001年7月29日  | ソポト             | クレー        | ユリア・ベイゲルジマー         | ヨアネット・クルーガー フランチェスカ・スキアボーネ   | 4–6, 0–6            |
| 準優勝 | 2.  | 2005年10月9日  | タシケント         | ハード        | ガリナ・ボスコボワ             | マリア・エレナ・カメリン エミリー・ロワ               | 3–6, 0–6            |
| 優勝   | 1.  | 2005年11月6日  | ケベックシティ     | ハード (室内) | エレーナ・ベスニナ             | リガ・デクメイエレ アシュリー・ハークルロード         | 6–7, 6–4, 6–2       |
| 準優勝 | 3.  | 2006年2月19日  | バンガロール       | ハード        | エレーナ・ベスニナ             | リーゼル・フーバー サニア・ミルザ                     | 3–6, 3–6            |
| 優勝   | 2.  | 2007年4月30日  | エストリル         | クレー        | アンドレア・エリット＝ヴァンク | ルルド・ドミンゲス・リノ アランチャ・パラ・サントンハ | 6–3, 6–2            |
| 準優勝 | 4.  | 2007年5月14日  | フェズ             | クレー        | アンドレア・エリット＝ヴァンク | サニア・ミルザ バニア・キング                         | 1–6, 2–6            |
| 準優勝 | 5.  | 2007年10月1日  | タシケント         | ハード        | タチアナ・ポウチェク           | エカテリーナ・ゼハレビッチ アナスタシア・ヤキモワ     | 6–2, 4–6, [7–10]    |
| 準優勝 | 6.  | 2010年2月28日  | クアラルンプール   | ハード        | アリーナ・ロディオノワ         | 鄭潔 詹詠然                                           | 7–6, 2–6, [7–10]    |
| 準優勝 | 7.  | 2010年5月22日  | ストラスブール     | クレー        | アーラ・クドゥリャフツェワ     | バニア・キング アリーゼ・コルネ                       | 6–3, 4–6, [7–10]    |
| 優勝   | 3.  | 2010年6月19日  | スヘルトーヘンボス | 芝            | アーラ・クドゥリャフツェワ     | バニア・キング ヤロスラワ・シュウェドワ               | 3–6, 6–3, [10–6]    |
| 準優勝 | 8.  | 2011年10月22日 | モスクワ           | ハード (室内) | ガリナ・ボスコボワ             | バニア・キング ヤロスラワ・シュウェドワ               | 6-7(3), 3-6         |
| 優勝   | 4.  | 2012年2月12日  | パタヤ             | ハード        | サニア・ミルザ                 | 詹詠然 詹皓晴                                         | 3–6, 6–1, [10–8]    |
| 優勝   | 5.  | 2013年1月5日   | オークランド       | ハード        | カーラ・ブラック               | ユリア・ゲルゲス ヤロスラワ・シュウェドワ             | 2–6, 6–2, [10–5]    |
| 優勝   | 6.  | 2013年9月15日  | ケベック・シティー | ハード (室内) | アーラ・クドゥリャフツェワ     | アンドレア・フラバーチコバ ルーシー・ハラデツカ       | 6–4, 6–3            |
| 準優勝 | 9.  | 2013年10月20日 | モスクワ           | ハード (室内) | アーラ・クドゥリャフツェワ     | スベトラーナ・クズネツォワ サマンサ・ストーサー       | 1–6, 6–1, [8–10]    |
| 優勝   | 7.  | 2014年1月4日   | ブリスベン         | ハード        | アーラ・クドゥリャフツェワ     | クリスティナ・ムラデノビッチ ガリナ・ボスコボワ       | 6-3, 6-1            |
| 準優勝 | 10. | 2014年2月2日   | パタヤ             | ハード        | アーラ・クドゥリャフツェワ     | 彭帥 張帥                                             | 6–3, 6–7(5), [6–10] |
| 優勝   | 8.  | 2014年2月22日  | ドバイ             | ハード        | アーラ・クドゥリャフツェワ     | ラケル・コップス＝ジョーンズ アビゲイル・スピアーズ   | 6–2, 5–7, [10–8]    |
| 優勝   | 9.  | 2014年10月12日 | 天津               | ハード        | アーラ・クドゥリャフツェワ     | ソラナ・チルステア アンドレヤ・クレパーチ             | 7–6(6), 2–6, [8–10] |
| 準優勝 | 11. | 2015年3月8日   | モンテレイ         | ハード        | アリーナ・ロディオノワ         | ガブリエラ・ダブロウスキー アリシア・ロソルスカ       | 3–6, 6–2, [3–10]    |
| 優勝   | 10. | 2016年6月25日  | イーストボーン     | 芝            | ダリア・ユラク                 | 詹皓晴 詹詠然                                         | 5–7, 7–6(4), [10–6] |
| 準優勝 | 12. | 2016年7月24日  | スタンフォード     | ハード        | ダリア・ユラク                 | ラケル・アタウォ アビゲイル・スピアーズ               | 6–3, 6–4            |
| 優勝   | 11. | 2017年3月4日   | アカプルコ         | ハード        | ダリア・ユラク                 | ベロニカ・セペデ・ロイグ マリアナ・ドゥケ・マリノ     | 6–3, 6–2            |
| 準優勝 | 13. | 2018年5月26日  | ストラスブール     | クレー        | ナディヤ・キチェノク           | ミハエラ・ブザルネスク ラルカ・オラル                 | 5–7, 5–7            |

## 4大大会シングルス成績
略語の説明
| W | F | SF | QF | #R | RR | Q# | LQ | A | Z# | PO | G | S | B | NMS | P | NH |

W=優勝, F=準優勝, SF=ベスト4, QF=ベスト8, #R=#回戦敗退, RR=ラウンドロビン敗退, Q#=予選#回戦敗退, LQ=予選敗退, A=大会不参加, Z#=デビスカップ/BJKカップ地域ゾーン, PO=デビスカップ/BJKカッププレーオフ, G=オリンピック金メダル, S=オリンピック銀メダル, B=オリンピック銅メダル, NMS=マスターズシリーズから降格, P=開催延期, NH=開催なし.
| 大会           | 2001 | 2002 | 2003 | 2004 | 2005 | 2006 | 2007 | 2008 | 2009 | 2010 | 2011 | 2012 | 2013 | 2014 | 2015 | 通算成績 |
| -------------- | ---- | ---- | ---- | ---- | ---- | ---- | ---- | ---- | ---- | ---- | ---- | ---- | ---- | ---- | ---- | -------- |
| 全豪オープン   | A    | LQ   | LQ   | LQ   | LQ   | LQ   | 2R   | 2R   | 1R   | 1R   | 1R   | 1R   | LQ   | LQ   | LQ   | 2–6      |
| 全仏オープン   | A    | LQ   | LQ   | A    | LQ   | 2R   | 1R   | 1R   | LQ   | 3R   | 3R   | 1R   | LQ   | A    | LQ   | 5–6      |
| ウィンブルドン | LQ   | LQ   | 1R   | LQ   | LQ   | 2R   | 1R   | 1R   | LQ   | 3R   | 1R   | 1R   | LQ   | LQ   | LQ   | 3–7      |
| 全米オープン   | LQ   | LQ   | LQ   | LQ   | A    | 3R   | 2R   | 1R   | 3R   | 2R   | 1R   | 2R   | LQ   | 2R   | LQ   | 8–8      |